# Marquivillers
Marquivillers és un municipi francès situat al departament del Somme i a la regió dels Alts de França. L'any 2007 tenia 156 habitants.

## Demografia

### Població

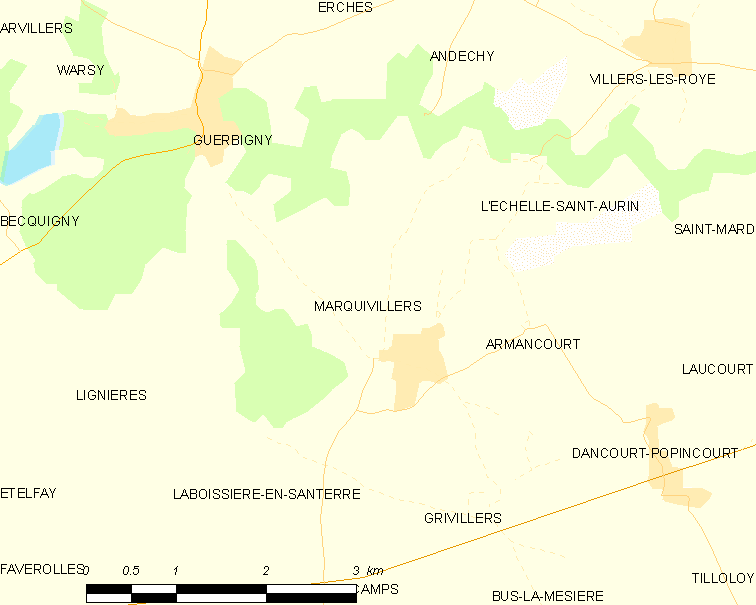

El 2007 la població de fet de Marquivillers era de 156 persones. Hi havia 64 famílies de les quals 20 eren unipersonals (8 homes vivint sols i 12 dones vivint soles), 24 parelles sense fills i 20 parelles amb fills.
La població ha evolucionat segons el següent gràfic:
Habitants censats

### Habitatges

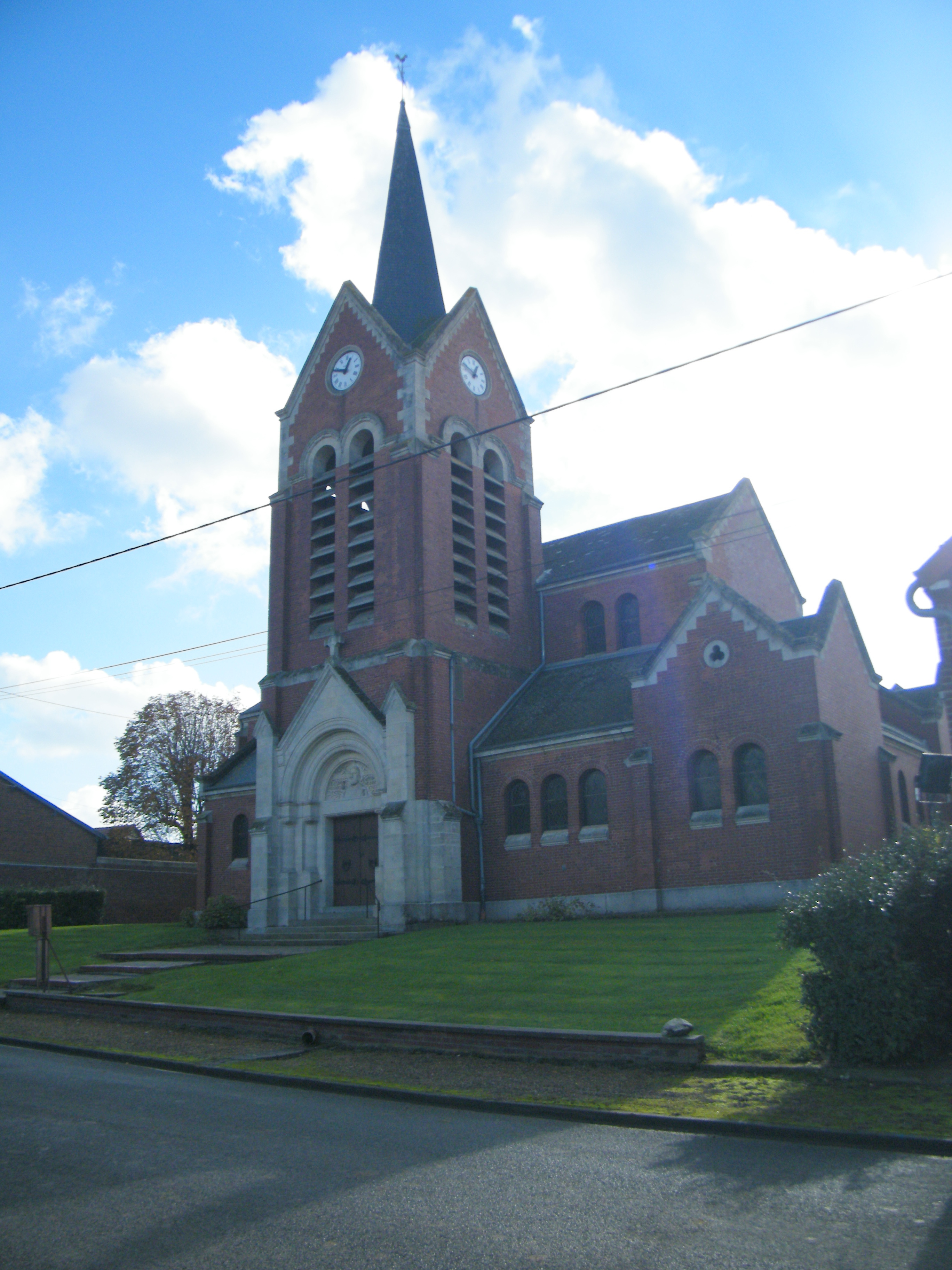

El 2007 hi havia 82 habitatges, 67 eren l'habitatge principal de la família, 12 eren segones residències i 3 estaven desocupats. 80 eren cases i 1 era un apartament. Dels 67 habitatges principals, 55 estaven ocupats pels seus propietaris, 9 estaven llogats i ocupats pels llogaters i 3 estaven cedits a títol gratuït; 1 tenia una cambra, 3 en tenien dues, 14 en tenien tres, 10 en tenien quatre i 39 en tenien cinc o més. 50 habitatges disposaven pel capbaix d'una plaça de pàrquing. A 33 habitatges hi havia un automòbil i a 29 n'hi havia dos o més.

### Piràmide de població

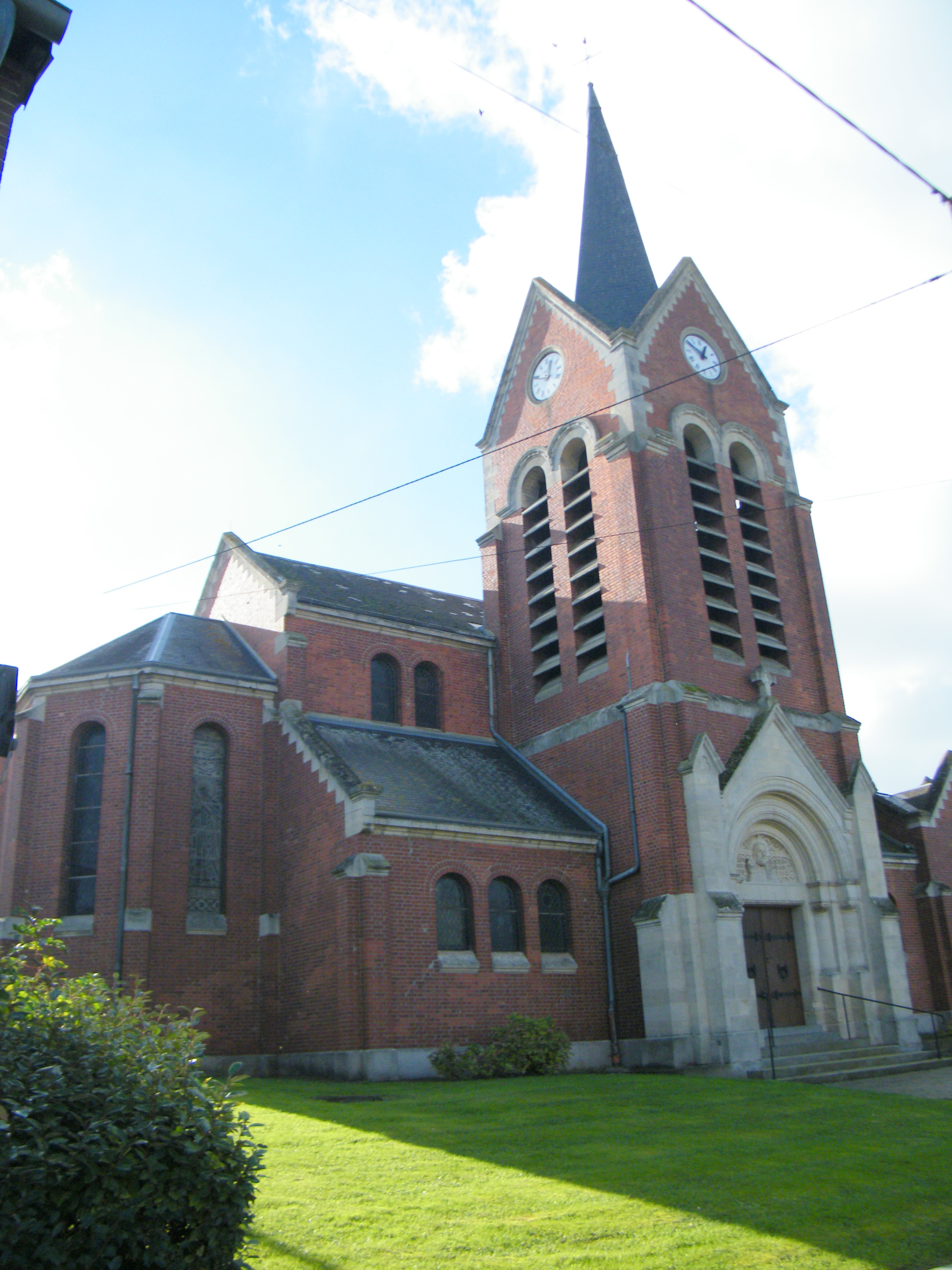

La piràmide de població per edats i sexe el 2009 era:
| Homes | Edats   | Dones |
| ----- | ------- | ----- |
| 0     | 95 o +  | 0     |
| 0     | 90 a 94 | 0     |
| 4     | 85 a 89 | 0     |
| 0     | 80 a 84 | 0     |
| 8     | 75 a 79 | 0     |
| 0     | 70 a 74 | 4     |
| 0     | 65 a 69 | 0     |
| 16    | 60 a 64 | 12    |
| 4     | 55 a 59 | 8     |
| 16    | 50 a 54 | 12    |
| 8     | 45 a 49 | 4     |
| 8     | 40 a 44 | 4     |
| 0     | 35 a 39 | 0     |
| 0     | 30 a 34 | 0     |
| 0     | 25 a 29 | 4     |
| 4     | 20 a 24 | 16    |
| 4     | 15 a 19 | 8     |
| 0     | 10 a 14 | 4     |
| 4     | 5 a 9   | 4     |
| 0     | 0 a 4   | 0     |

## Economia

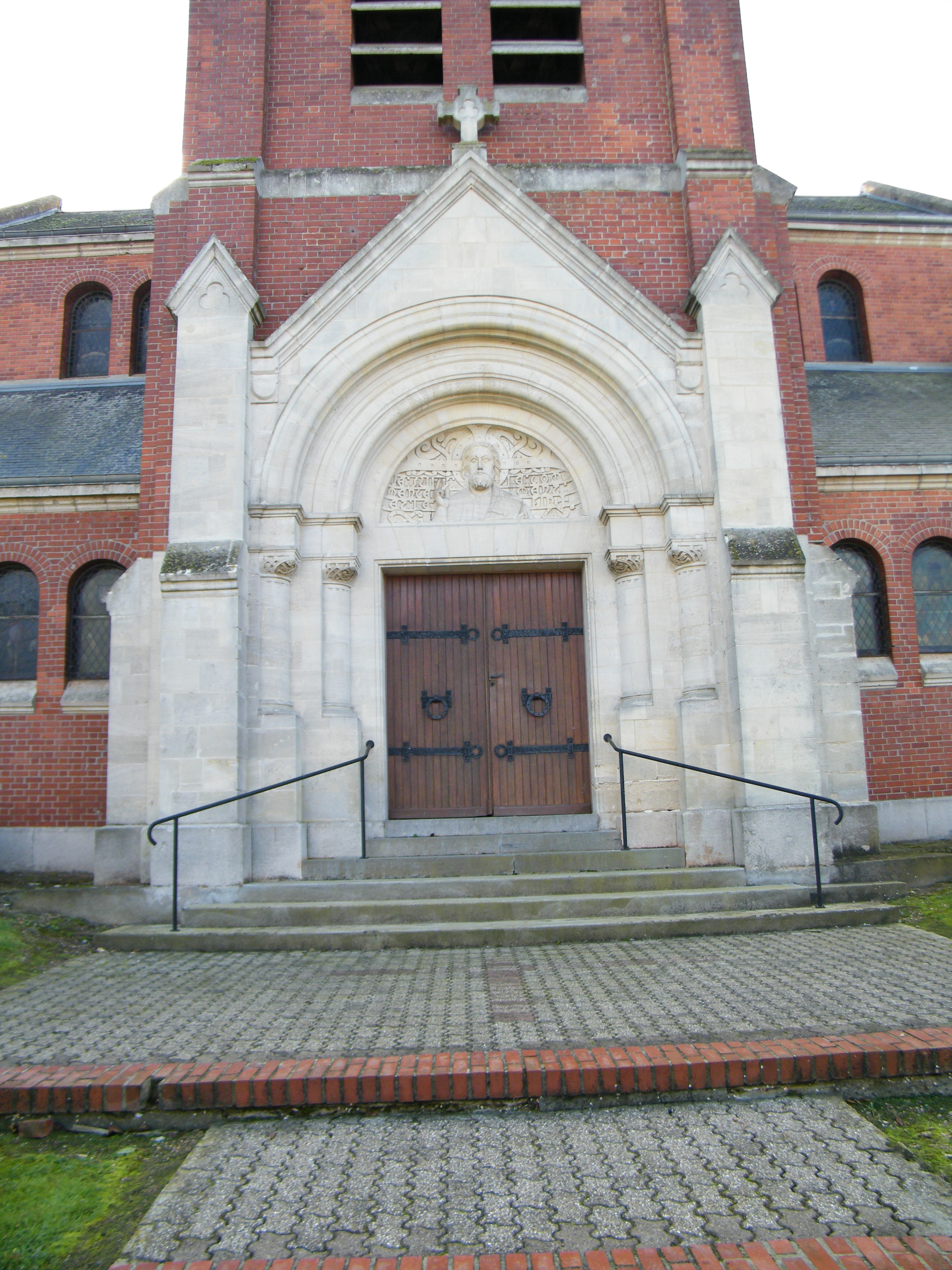

El 2007 la població en edat de treballar era de 92 persones, 72 eren actives i 20 eren inactives. De les 72 persones actives 69 estaven ocupades (38 homes i 31 dones) i 3 estaven aturades (1 home i 2 dones). De les 20 persones inactives 11 estaven jubilades, 3 estaven estudiant i 6 estaven classificades com a «altres inactius».

### Ingressos
El 2009 a Marquivillers hi havia 65 unitats fiscals que integraven 151 persones, la mediana anual d'ingressos fiscals per persona era de 21.307 €.

### Activitats econòmiques

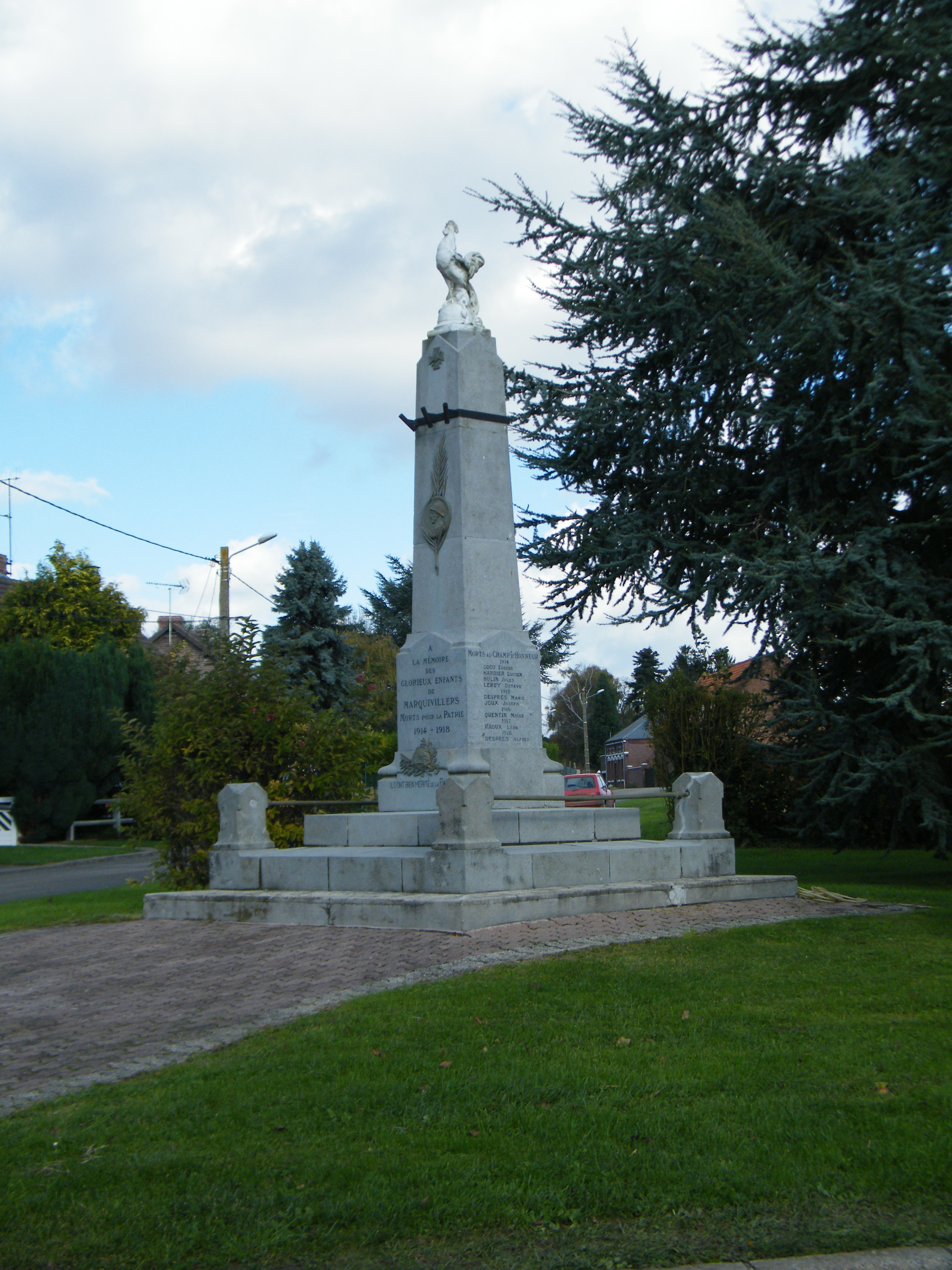

Dels 6 establiments que hi havia el 2007, 1 era d'una empresa de construcció, 1 d'una empresa de transport, 1 d'una empresa de serveis, 2 d'entitats de l'administració pública i 1 d'una empresa classificada com a «altres activitats de serveis».
L'únic servei als particulars que hi havia el 2009 era un paleta.
L'any 2000 a Marquivillers hi havia 7 explotacions agrícoles que ocupaven un total de 602 hectàrees.

## Poblacions més properes

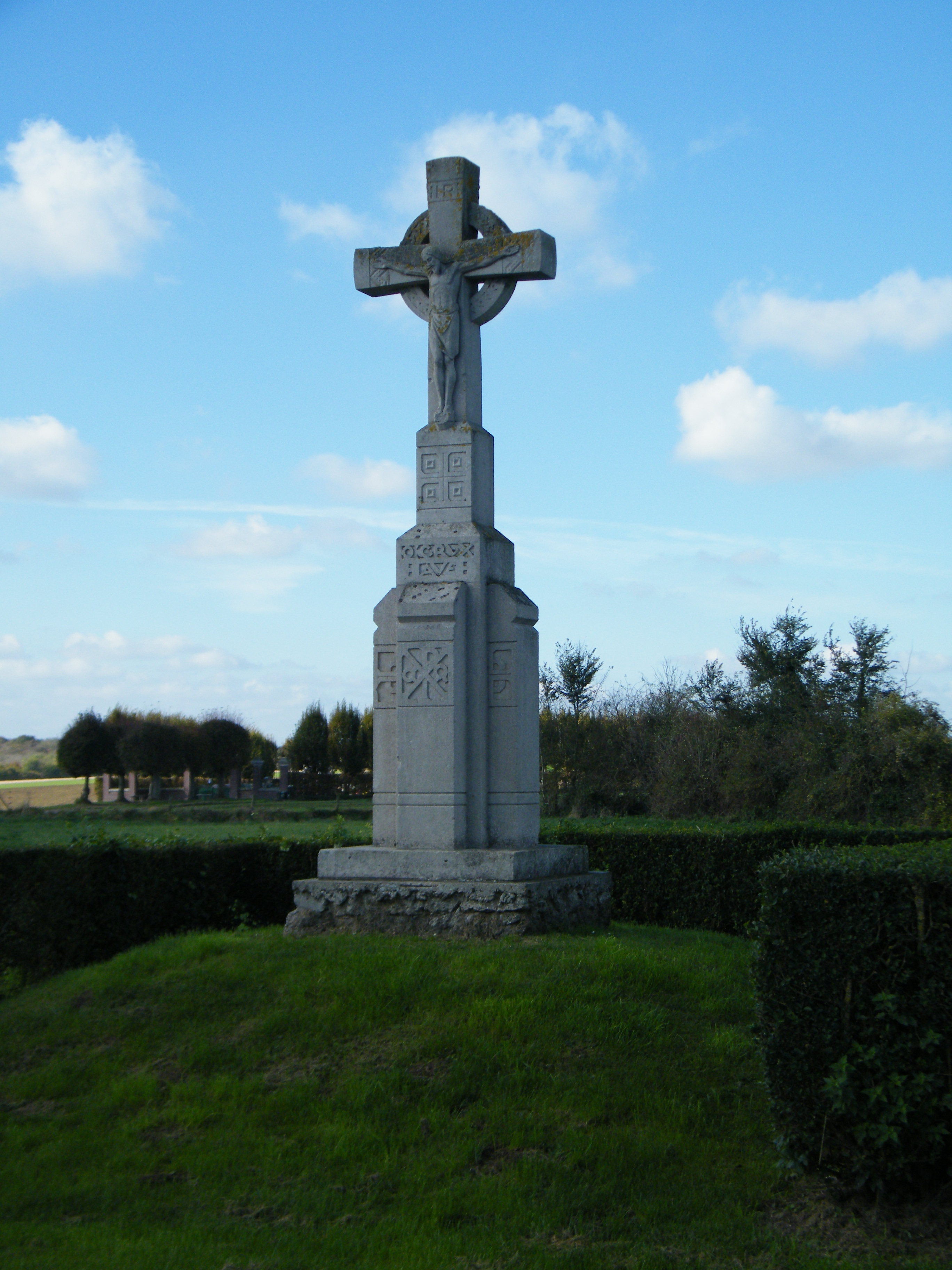

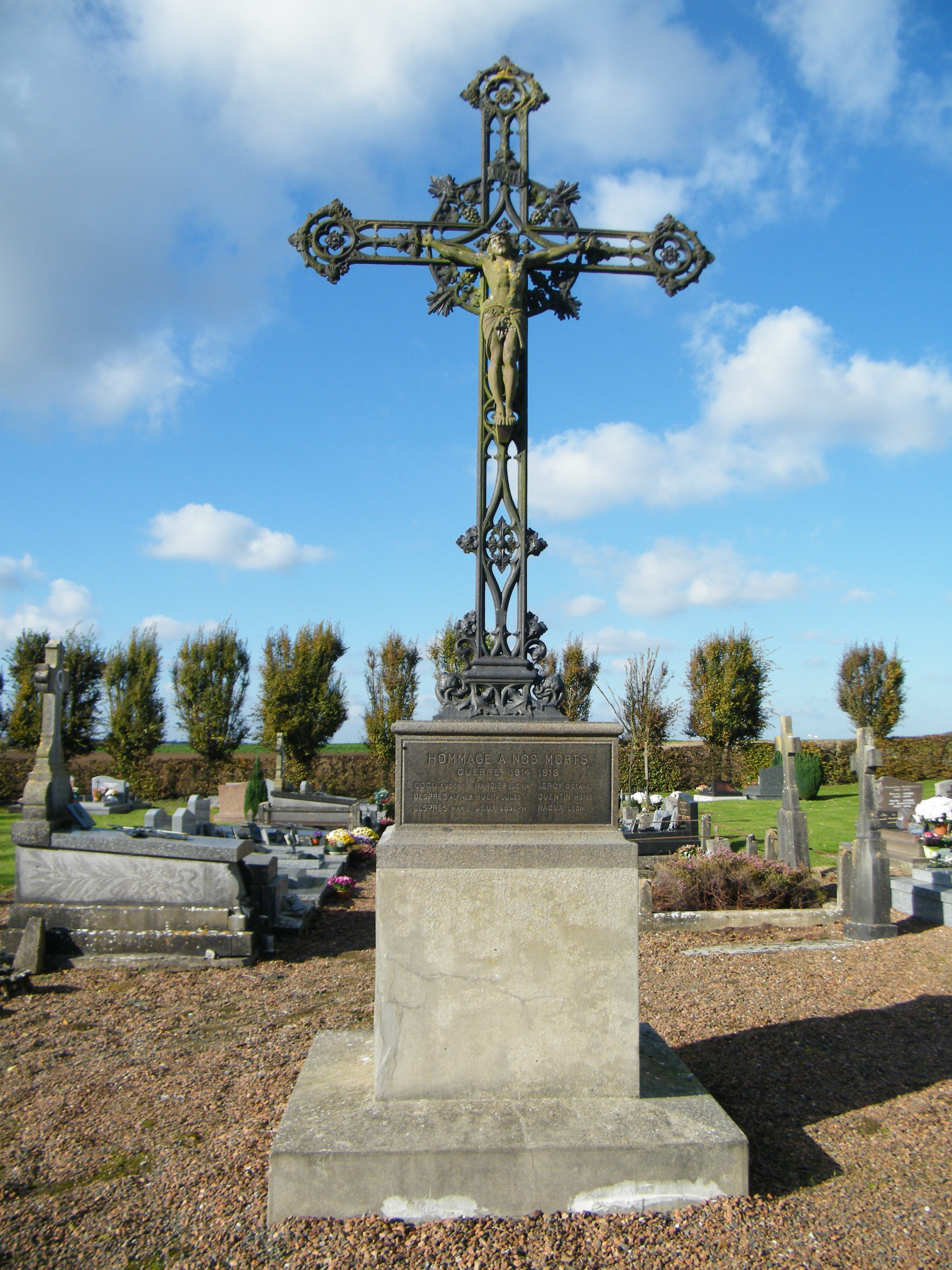

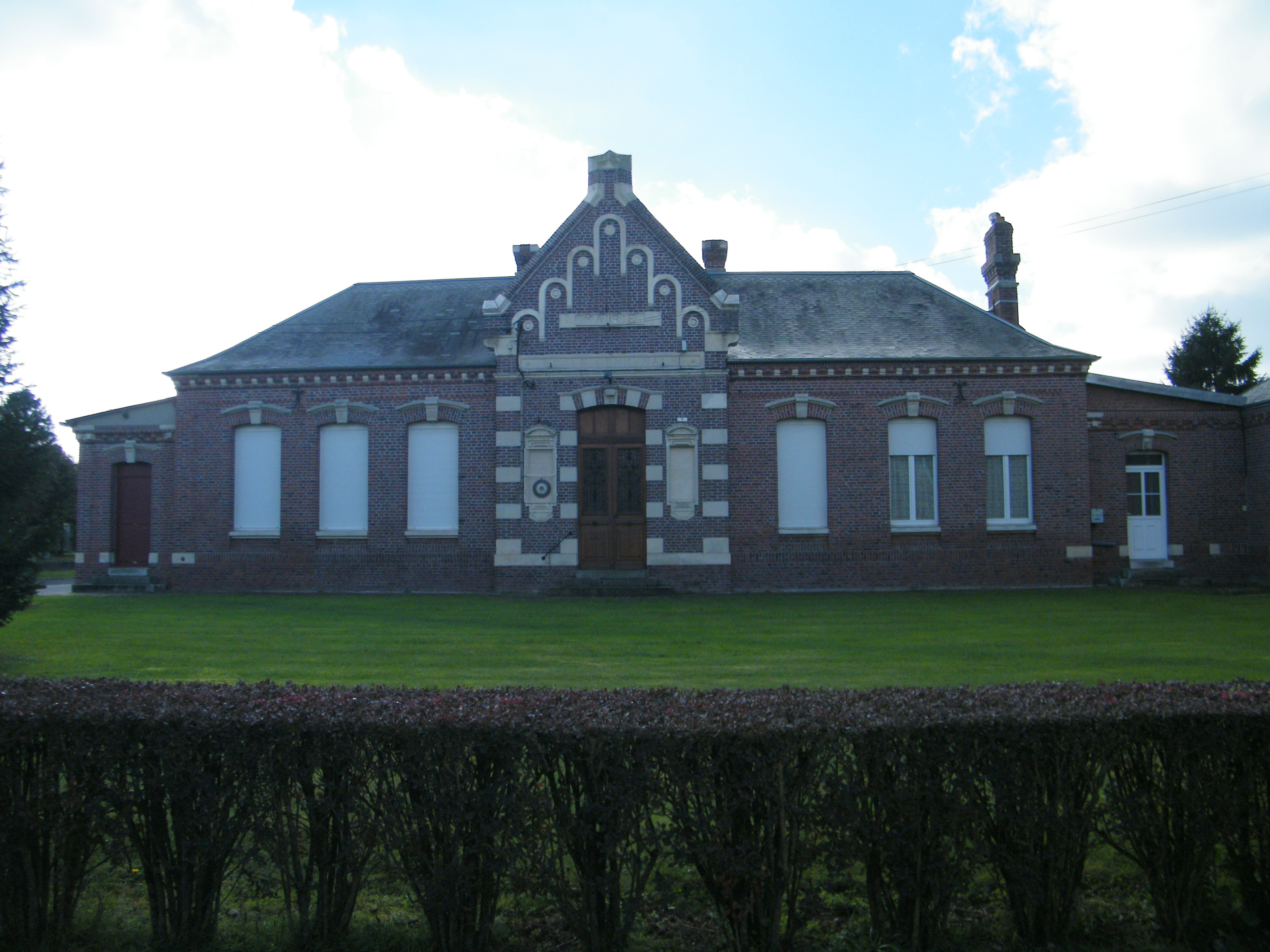

El següent diagrama mostra les poblacions més properes.